# Square Paul-Gilot
Le square Paul-Gilot est un square du 15e arrondissement de Paris.

## Situation et accès
Il se situe rue de la Convention en face de l'ancien site parisien de l’Imprimerie nationale, actuellement siège de l'Inspection générale des affaires étrangères. Il y a également un accès par la rue Sébastien-Mercier.
Le site est accessible par le 38 bis, rue de la Convention.
Il est desservi par la ligne 10 à la station Javel - André Citroën.

## Origine du nom
Il a été légué à la ville par la mère de Paul Gilot (1888-1938), ingénieur de la Compagnie des glaces et verres spéciaux de France, dont le square porte actuellement le nom.

## Historique
Le square a été créé en 1926. 
Reconnaissable à son kiosque en forme de pagode entouré de bambous, ce square transporte le voyageur dans un voyage imaginaire où les plantes de terre de bruyère côtoient des marronniers, des tilleuls et des érables.